# Københavns historie (1900-1945)
Københavns historie (1900-1945) startede med at nye områder blev indlemmet i Københavns kommune og Socialdemokratiets gennembrud med overtagelse af finansborgmesterposten. Perioden var præget af udpræget industrialisering og afsluttedes med besættelsen af Danmark og København.
Omkring århundredeskiftet var København en by under forandring. I 1900-01 var der store bebyggelser af Brønshøj, Valby og Sundbyerne. I 1901-1902 indlemmedes Brønshøjdelen af Brønshøj-Rødovre Kommune, som udover Brønshøj inkluderede Vanløse og Nordvest, samt hele den nydannede Sundbyernes Kommune på Amager. Derudover blev Vigerslev, Valby og Kongens Enghave Sogne også indlemmet i Københavns Kommune. Hermed tredobledes Københavns Kommunes areal og kommunen kunne nu i højere grad igangsætte nye projekter. Frederiksberg Kommune var nu en enklave i Københavns Kommune. De store byggerier medvirker til at i denne periode runder København 500.000 indbyggere. Opførelsen af store projekter som Frihavnen (åbnet 1894), der var et modsvar til Kielerkanalen (gravet 1887-1895) og Hamborgs frihavn (åbnet 1888), Rådhuset (1905), Hovedbanegården (og tilhørende jernbanelinjer til fx Østerport i årene derefter) (1911) og et nyt Christiansborg (det tredje) i 1918 satte sine spor. Der gennemførtes renovering af gadenettet hvor bl.a. Ny Østergade vest for Kongens Nytorv anlagdes med mange nedrivninger til følge. Den store byggeaktivitet fik dog en opbremsning med bank- og boligkrisen i 1908.
Selvom Danmark og dermed København var neutral og ikke besat under første verdenskrig, 1914-18, opstod der alligevel varemangel, lønnedgang og bolignød samtidig med at de såkaldte "gullaschbaroner" tjente på spekulation. Det gjorde kun ondt værre at den spanske syge rasede i 1918 og forårsagede 2.300 dødsfald i København. Boligkrisen i 1908 og den fortsatte tilstrømning af indbyggere til København bevirkede at der blev mangel på egnede boliger hvilket ligeledes medvirkede til en ulmende social uro og politisk opbrud som f.eks. kom til udtryk i stormen på Børsen i 1918 samt en generalstrejke da Christian 10. afsatte Zahle-regeringen i 1920. I krigens kølvand kom også økonomiske kriser som f.eks. Landmandsbankens krak i 1922. Manglen på boliger søgtes bl.a. løst ved dannelsen af AAB i 1912, som skulle bygge gode, billige boliger til arbejderne og gennem kommunens etablering af barakker og senere egentligt boligbyggeri i 1920'erne og 1930'erne.
I takt med at der blev bygget på jorderne uden for Søerne, nærmede København sig omkringliggende byer som Lyngby, Herlev og Rødovre. Københavns kommunes store udvidelse i 1901, hvor kommunen selv ejede en stor del af jorden, sikrede at kommunen havde stor kontrol med hvordan og i hvilken rækkefølge, der blev bygget. Samtidig blev visse områder belagt med tilbagekøbsklausuler, også af hensyn til byplanlægning. Begge dele skulle vise sig at give kommunen udstrakt kontrol med infrastruktur og planlægning i mellem- og efterkrigstiden. Store nye boligområder på Amager og i Nordvestkvarteret voksede op og efterhånden blev disse til forstæder. Af mangel på egnet jord i den indre by kom meget af byudviklingen til at foregå omkring disse byer. Denne udvikling blev også hjulpet af mere kollektiv trafik, bl.a. åbningen af S-togslinjerne fra 1934. Udviklingen i infrastrukturen fortsatte på andre fronter med boulevardbanen i 1917 og lufthavnen i 1925. Langebro måtte udskiftes i 1930 på grund af den tiltagende bilisme. Befolkningstallet fulgte med og i 1930'erne passeredes 800.000 indbyggere.
Efter en beskeden start i 1870'erne, bl.a. Slaget på Fælleden i 1872, fik arbejderbevægelsen sit gennembrud i 1900-tallets hovedstad, hvor finansborgmesterposten i Københavns Kommune i 1903 blev overtaget af fagforeningsmanden Jens Jensen. Fra 1917 havde Socialdemokratiet flertal i Københavns Kommunes styrelse. En position Socialdemokratiet sammen med diverse andre venstreorienterede partier stort set har fastholdt siden. Dette flertal medførte et øget fokus på bl.a. offentlig forsorg, kommunalt boligbyggeri og grønne områder. Det social- og sundhedspolitiske program, inkluderede bl.a. anlæggelsen af Fælledparken og andre parker, mens boligprogrammet bl.a., som følge af boligkriserne i 1908 og 1916, fokuserede på at bygge boliger, der ikke var påvirket af byggespekulation.
I 1938 blev Københavns Kommunes styre endeligt fuldt demokratiseret, hvorved Borgerrepræsentationen fik tillagt enerådig beslutningskompetence, mens Magistraten fik den administrative myndighed og blev reduceret til forvaltningsapparat under de respektive borgmestre og en overborgmester.
Under 2. verdenskrig var København ligesom resten af Danmark besat af de tyske tropper fra 9. april 1940 indtil befrielsen 5. maj 1945. Tyskernes greb blev strammere i løbet af besættelsen, og efter uroligheder og den engelske bombning af B&W indførtes der forsamlingsforbud og afvæbning af militæret fra august 1943 (Operation Safari). Det kom til kamphandlinger med danske dræbte flere steder, og flåden på Holmen blev sænket, før den faldt i tyskernes hænder. I juni 1944 udførte BOPA en stor aktion mod Riffelsyndikatet som medførte store skader. Tyskerne svarede igen med schalburgtage-sprængninger bl.a. i Tivoli og efterfølgende blev et antal modstandsfolk henrettet; derefter opstod der en omfattende generalstrejke som fik tyskerne til at indføre spærretid og lukke for el, gas og vand. Efter nogle dage gav tyskerne efter og gik med til at nedtone Schalburgkorpsets tilstedeværelse i gaderne.
Flere bygninger blev under besættelsen ødelagt, enten ved sabotage eller ved angreb fra de allierede styrker. Heriblandt Shellhuset, der var hovedkvarter for Gestapo, som den 21. marts 1945 blev bombet af britiske fly. Under dette angreb blev Den Franske Skole på Frederiksberg ved en fejl også ramt, hvorved mange børn blev dræbt. Mange industribygninger i København blev også sprængt i luften af den danske modstandsbevægelse.